# Gustav Anton von Wietersheim
Gustav Anton von Wietersheim (ur. 11 lutego 1884 roku we Wrocławiu, zm. 25 kwietnia 1974 roku w Bonn) – niemiecki generał, dowódca 14 Korpusu Zmotoryzowanego.

## Życiorys
W 1903 r. został porucznikiem. Na początku I wojny światowej został awansowany na kapitana. W 1925 roku został awansowany na majora. Następnie pracował w Ministerstwie Obrony Rzeszy. W lutym 1929 r. objął batalion 17 Pułku Piechoty w Goslarze, a w 1930 roku został awansowany do stopnia podpułkownika. W 1932 r. został szefem sztabu 3 Dywizji Kawalerii, a w 1933 roku mianowany pułkownikiem i dowódcą 3 Dywizji Piechoty. W 1934 roku został przeniesiony do Ministerstwa Obrony Rzeszy. Awansowany na generała porucznika w kwietniu 1936 r. i objął dowództwo nad 29. Dywizją Piechoty Zmotoryzowanej.
W 1938 r. Wietersheim został awansowany na generała piechoty i objął jako dowódca nowo utworzony XIV Korpus Armijny w Magdeburgu, w skład którego weszła jego 29 Dywizja Piechoty Zmot.
Podczas kampanii polskiej w 1939 roku dowodził wojskami niemieckimi w bitwie pod Kockiem między 2 a 6 października, która była ostatnią bitwą kampanii.
W 1940 r. brał udział w kampanii francuskiej, a w 1941 r. w kampanii bałkańskiej. Na początku wojny przeciwko Związkowi Radzieckiemu jego korpus podporządkowano 1 Armii Pancernej, wchodzącej w skład Grupy Armii Południe. Von Wietersheim wziął udział m.in. w bitwie pod Humaniem i w bitwie o Kijów. Zimą 1941/42 jego korpus bronił pozycji na rzece Mius na wschodniej Ukrainie. 21 czerwca 1942 r. Korpus został przemianowany na XIV Korpus Pancerny i podporządkowany niemieckiej 6 Armii w sierpniu 1942 r. podczas bitwy pod Stalingradem. W połowie września 1942 r. von Wietersheim został zdymisjonowany przez Hitlera, ponieważ ponownie zaproponował rezygnację z ataku na Stalingrad, w związku z czym musiał opuścić XIV Korpus Pancerny w ciągu dwudziestu czterech godzin. Jego następcą został generał Hans-Valentin Hube. Wietersheim został przeniesiony do rezerwy. Wiosną 1945 roku dobrowolnie zaciągnął się do Volkssturmu.
Po wojnie zeznawał jako świadek w procesach norymberskich.

## Odznaczenia
- Krzyż Żelazny II Klasy[2]
- Krzyż Żelazny I Klasy[2]
- Kawaler Orderu Hohenzollernów z mieczami na wstędze wojennej[2]
- Order Zasługi Wojskowej IV Klasy z mieczami(Bawaria)[2]
- Krzyż Zasługi Wojennej 1914-1918 dla Walczących na Froncie II Klasy[2]
- Krzyż Zasługi Wojskowej III Klasy (Austria)[2]
- Kawaler Orderu Korony Żelaznej III klasy (Austria)
- Krzyż Honorowy dla Walczących na Froncie[2]
- Okucie Ponownego Nadania Krzyża Żelaznego II Klasy[2]
- Okucie Ponownego Nadania Krzyża Żelaznego I Klasy[2]
- Krzyż Rycerski Krzyża Żelaznego (20 kwietnia 1941)[2]
- Odznaka za Służbę w Heer[2]
  - IV Klasy
  - III Klasy
  - II Klasy
  - I Klasy